# コカ・コーラナショナルビバレッジ
コカ・コーラ ナショナルビバレッジ株式会社 (Coca-Cola National Beverage Co., Ltd.) は、日本におけるコカ・コーラのサプライチェーン・マネジメント構築のために、ザ コカ・コーラ カンパニーと日本国内のボトラー社との共同出資により誕生した持株会社である。
日本国内における原材料・資材の共同調達と全国規模での製造・需給計画および調整業務を統括し、全国の各ボトラー社との連携やコカ・コーラグループのSCM戦略を効果的に行うために設立された。

## 沿革
- 2003年4月 - 東京都六本木に設立。
- 2003年10月 - 一部のコカ・コーラ社製品の製造と原材料・資材の調達を開始。
- 2005年1月 - コカ・コーラ社全製品の製造と原材料・資材の調達及び物流に関する全国統合サプライチェーンに関する業務を開始。
- 2009年1月 - サプライチェーンに関する業務と組織が見直され、新体制へと移行すると発表。